# مانوس فراوفديونت
هيرمانوس لوديفيكوس فيليبروردوس فراوفديونت (بالهولندية: Manus Vrauwdeunt)‏ (29 أبريل 1915 - 8 يونيو 1982) لاعب كرة قدم هولندي راحل كان يجيد اللعب في خط الهجوم.
لعب طوال مسيرته الرياضية في نادي فيينورد (1931-1947).
مثل منتخب هولندا في مباراة واحدة مسجلا هدف واحد (1937). شارك مع منتخب هولندا في بطولة كأس العالم 1934 في إيطاليا حيث خرج من الدور الثمن النهائي.

## وصلات خارجية
- مانوس فراوفديونت على موقع الاتحاد الدولي (مؤرشف)  (الإنجليزية)
- مانوس فراوفديونت على موقع قاعدة بيانات كرة القدم.إي يو (الإنجليزية)
- مانوس فراوفديونت على موقع ناشيونال فوتبول تيمز (الإنجليزية)
- مانوس فراوفديونت على موقع Soccerway.com (الإنجليزية)
- مانوس فراوفديونت على موقع عالم كرة القدم.نت (الإنجليزية)

- سيرة ذاتية